# 华亭盘龙寺塔
华亭盘龙寺塔，位于中国甘肃省华亭县，为一个省级文物保护单位，类型为古建筑。
华亭盘龙寺塔的历史年代为明代。